# Hervé Bazile
Pour les articles homonymes, voir Bazile.
Hervé Bazile, né le 18 mars 1990 à Créteil (France), est un footballeur international haïtien qui évolue au poste d'ailier.

## Biographie

### En club
Préformé au pôle espoirs de Ploufragan, Hervé Bazile commence sa carrière à l'En avant Guingamp où il passe six ans de 2005 à 2011. Il y dispute son premier match en professionnel lors de la saison 2008-2009. L'EA Guingamp remporte cette année la Coupe de France, mais Bazile ne participe qu'au match des 32e de finale et n'est donc pas considéré comme vainqueur de la compétition.
Bazile signe en 2011 un contrat de deux ans avec l'Amiens SC, tout juste promu en Ligue 2 en compagnie de l'EA Guingamp.
Après deux saisons en National, une avec l'Amiens SC et l'autre avec Le Poiré-sur-Vie, il s'engage avec le Stade Malherbe de Caen, promu en Ligue 1.
Lors de sa deuxième apparition en Ligue 1, il se distingue particulièrement lors de son entrée en jeu en offrant une passe décisive pour N'Golo Kanté et en inscrivant son premier but en Ligue 1. Pour sa toute première saison dans l'élite du football français, il devient en peu de temps l'une des belles surprises du club, étant à de nombreuses reprises décisif pour son équipe, et immédiatement s'est installé en tant que titulaire sur le côté gauche.
Lors du match opposant Caen au Paris Saint-Germain Football Club, son club est mené 2-1 à la 92ème minute. Il égalise alors à 2-2 d'un somptueux coup franc au Parc des Princes.
Son passage de la National à la Ligue 1 est un véritable succès puisqu'il finira meilleur buteur du club avec 7 buts et 3 passes décisives pour 30 matchs joués.
À la suite de cette saison réussie, il prolonge son contrat de deux saisons avec le club, et est sous contrat avec le club normand jusqu'en 2018. 
Le 13 juin 2018 étant en fin de contrat au SM Caen il s’engage en Ligue 2 chez le voisin rival du Havre AC. Il y reste jusqu'en 2021.
En 2022, Hervé Bazile joue pour le club amateur d'Hérouville et, en 2023, s'engage avec Ilvamaddalena, en quatrième division italienne.

### En sélection
Hervé Bazile dispute la Coupe du monde des moins de 17 ans 2007 avec l'Équipe de France des moins de 17 ans, qui est éliminée en quart de finale aux tirs au but par l'Espagne.
En 2011, il est appelé pour un stage avec la sélection haïtienne. En avril 2015, il est convoqué pour la Gold Cup 2015. Il décline finalement cette convocation. En 2019 il est appelé par le sélectionneur Marc Collat et cette fois l'accepte. Ses performances lors de la Gold Cup 2019, et notamment son but égalisateur face au Canada (2-2) sont saluées. 

### Caractéristiques techniques
Durant ses premières années de formation, Hervé Bazile est avant tout considéré comme un attaquant de pointe. Mais son arrivée au Poiré-sur-Vie lui permet d'évoluer à un registre d'ailier, notamment sur le côté gauche (bien qu'il puisse tout aussi bien évoluer sur le côté droit).
C'est réellement durant son arrivée à Caen qu'il laisse exprimer ses capacités. Considéré comme un joueur rapide, c'est également quelqu'un qui aime éliminer ses adversaires en un contre un. Pur gaucher, son pied gauche est l'une de ses armes principales, il est capable de réaliser des centres précis, de lourdes frappes de balle et une belle qualité sur coup de pied arrêtés (il inscrira notamment un coup franc face au Paris Saint-Germain).

## Statistiques
| Saison                | Club                  | Championnat           | Championnat | Championnat | Coupe(s) nationale(s) | Coupe(s) nationale(s) | Compétition(s) continentale(s) | Compétition(s) continentale(s) | Compétition(s) continentale(s) | Total | Total |
| Saison                | Club                  | Division              | M.          | B.          | M.                    | B.                    | Comp.                          | M.                             | B.                             | M.    | B.    |
| 2008-2009             | EA Guingamp           | Ligue 2               | 2           | 0           | 2                     | 0                     | -                              | -                              | -                              | 4     | 0     |
| 2009-2010             | EA Guingamp           | Ligue 2               | 11          | 1           | 2                     | 0                     | C3                             | 1                              | 0                              | 14    | 1     |
| 2010-2011             | EA Guingamp           | National              | 18          | 1           | 4                     | 2                     | -                              | -                              | -                              | 22    | 3     |
| Sous-total            | Sous-total            | Sous-total            | 31          | 2           | 8                     | 2                     | -                              | 1                              | 0                              | 40    | 4     |
| 2011-2012             | Amiens SC             | Ligue 2               | 19          | 3           | 3                     | 1                     | -                              | -                              | -                              | 22    | 4     |
| 2012-2013             | Amiens SC             | National              | 21          | 7           | -                     | -                     | -                              | -                              | -                              | 21    | 7     |
| Sous-total            | Sous-total            | Sous-total            | 40          | 10          | 3                     | 1                     | -                              | -                              | -                              | 43    | 11    |
| 2013-2014             | Le Poiré-sur-Vie      | National              | 27          | 10          | 0                     | 0                     | -                              | -                              | -                              | 27    | 10    |
| Sous-total            | Sous-total            | Sous-total            | 27          | 10          | 0                     | 0                     | -                              | -                              | -                              | 27    | 10    |
| 2014-2015             | SM Caen               | Ligue 1               | 30          | 7           | 3                     | 1                     | -                              | -                              | -                              | 33    | 8     |
| 2015-2016             | SM Caen               | Ligue 1               | 25          | 0           | 1                     | 0                     | -                              | -                              | -                              | 26    | 0     |
| 2016-2017             | SM Caen               | Ligue 1               | 19          | 2           | 2                     | 0                     | -                              | -                              | -                              | 21    | 2     |
| 2017-2018             | SM Caen               | Ligue 1               | 6           | 0           | 0                     | 0                     | -                              | -                              | -                              | 6     | 0     |
| Sous-total            | Sous-total            | Sous-total            | 80          | 9           | 6                     | 1                     | -                              | 0                              | 0                              | 86    | 10    |
| Total sur la carrière | Total sur la carrière | Total sur la carrière | 178         | 31          | 17                    | 4                     | -                              | 1                              | 0                              | 196   | 35    |